# Дівчинка і лисеня
«Дівчинка і лисеня» (фр. Le Renard et l'enfant) — фільм режисера Люка Жаке 2007 року.

## Зміст
Одним чудовим осіннім ранком на лісовій стежині дівчинка помітила лисичку. Вона не злякалася звіра і підійшла до нього. Так починається найдивовижніша історія їхньої дружби. Завдяки своєму новому другу, дівчинка відкриває для себе таємничий світ дикої природи. На дитину чекають неймовірні пригоди, які змінять її життя.

## Ролі
| Актор                | Роль              |
| -------------------- | ----------------- |
| Бертілль Ноель-Брюно | дівчинка Лулу     |
| Томас Лаліберте      | хлопчик, син Лулу |
| Ізабель Карре        | доросла Лулу      |

## Зйомки
Фільм відрізняє блискуча операторська робота Еріка Дюмажа і Жерара Симона. Зйомки велися в передгірних альпійських лісах влітку і взимку. Глядачі бачать багатьох представників альпійської фауни в їхньому природному середовищі - погоню рисі за лисицею і вовчу зграю, атакуючу лисицю, лисячі шлюбні ігри, також борсуків, горностая і білку, сімейство їжаків і навіть європейського бурого ведмедя.

## Знімальна група
- Режисер — Люк Жаке
- Сценарист — Ерік Ронар, Люк Жаке
- Композитор — Еліс Льюїс, Девід Рейс